# Hồ Garda

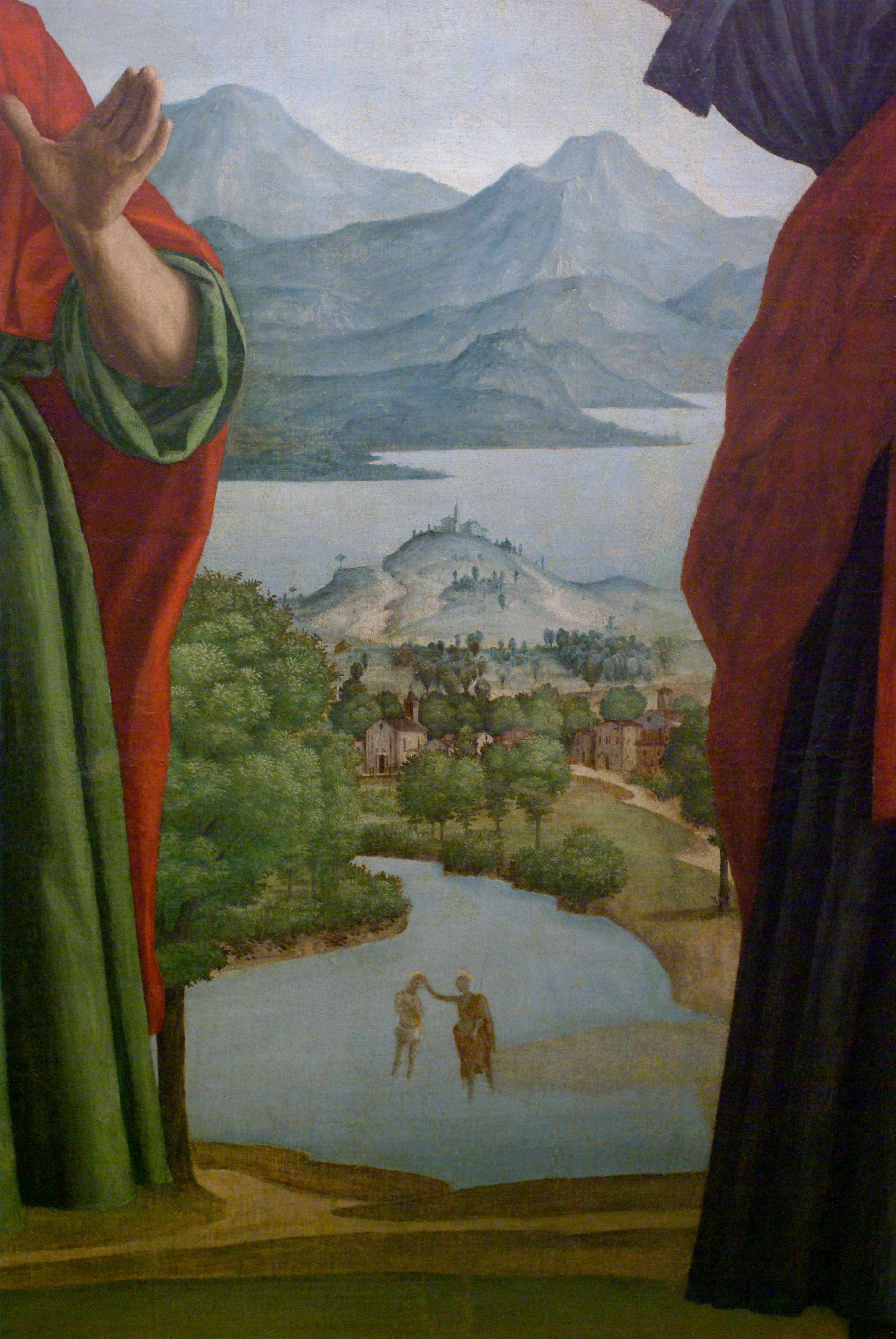
View of south lake near Peschiera del Garda (Verona, Italy) (probably with Lake Frassino or River Mincio), at the top off the painting are the mountains of Brescia (Italy). Painted after 1533 by Girolamo dai Libri.

Hồ Garda (tiếng Ý:Lago Garda) là một hồ ở phía bắc Ý. Hồ có diện tích 369,98 km2. Đây là hồ lớn nhất tại Ý. Hồ nằm khoảng nửa đường giữa Brescia và Verona, và giữa Venezia và Milano. Các sông băng hình thành khu vực núi cao ở cuối của kỷ băng hà cuối cùng. Hồ và bờ hồ của nó được phân chia giữa các tỉnh tỉnh Verona (phía Đông Nam), Brescia (tây nam), và Trentino (phía Bắc). Người ta có thể dễ dàng đến hồ từ phía bắc qua đèo Brenner, hồ là một điểm đến du lịch, bao gồm cả một số khách sạn độc nhất và các khu nghỉ mát dọc theo bờ của nó.
Phần phía bắc của hồ là hẹp, bao quanh bởi các dãy núi, phần lớn trong số đó thuộc về del Gruppo Baldo. Hình dạng là điển hình của một thung lũng băng tích, có lẽ đã được hình thành dưới tác động của một sông băng Paleolithic. Mặc dù dấu vết của hành động của sông băng rõ ràng ngày nay, trong những năm gần đây đã đưa ra giả thuyết rằng các sông băng chiếm một cuộc suy thoái trước đây hiện có, được tạo ra bởi sự xói mòn dòng 5.000.000-6.000.000 năm trước.
Hồ có nhiều đảo nhỏ và 5 đảo chính, lớn nhất là Isola del Garda. Gần đó về phía nam là Isola San Biagio, còn được gọi là dei Isola Conigli ("The Island của Thỏ"). Cả hai đều là vùng biển xa bờ San Felice del Benaco, ở phía tây. Ba hòn đảo chính khác là Isola dell'Olivo, Isola di Sogno, và Isola di Trimelone, tất cả các phía bắc thêm gần phía đông. Các nhánh chính là sông Sarca, trong khi các sứ giả duy nhất là sông Mincio.có tọa độ là 45°38′B 10°40′Đ.